# Ewdoksia Pawlidu
Ewdoksia Pawlidu (gr.  Ευδοξία Παυλίδου; ur. 19 marca 1979) – grecka zapaśniczka walcząca w stylu wolnym. Zajęła szesnaste miejsce na mistrzostwach świata w 2007. Siódma na mistrzostwach Europy w 2007. Brązowa medalistka igrzysk śródziemnomorskich w 2013 i szósta w 2005. Trzecia na mistrzostwach śródziemnomorskich w 2012 roku.